# Choi Kang-hee (actriz)
Choi Kang-hee es una actriz y DJ de radio surcoreana.

## Carrera
Debutó como actriz en 1995 con el drama de escuela secundaria The New Generation Report: Adults Don't Know. A continuación, participó en la película de terror Whispering Corridors (1998) y en series de televisión tales como School (1999), Sweet Buns (2004), y Our Stance on How to Treat a Break-up (también conocida como Rules of Love, 2005).
En 2006 protagonizó la película de comedia romántica y humor negro con bajo presupuesto My Scary Girl, que se convirtió en un sleeper hit y obtuvo muy buenos elogios. Continuó recibiendo elogios por sus interpretaciones en las series de televisión My Sweet Seoul (2008), Protect the Boss (2011) y Heart to Heart (2015) y las películas Goodbye Mom (2009) y Petty Romance (2010).
Además de su carrera como actriz es también DJ de radio en KBS Cool FM. Ella también tiene su propia marca de ropa, Nowhere333.
En octubre de 2006 fue galardonada con una medalla de plata de la Cruz Roja Nacional de Corea del Sur como reconocimiento por sus frecuentes donaciones de sangre. Un año más tarde se convirtió en la primera celebridad coreana en donar médula ósea, habiendo donado en 1999.
Firmó con KeyEast en 2007, pero después de que su contrato finalizó en junio de 2014, se unió a una nueva agencia, Will Entertainment.
En enero de 2017 firmó con su nueva agencia de gestión Fly-up Entertainment.
El 27 de abril del 2020 se unió al elenco de la serie Good Casting (también conocida como "Miss Casting") donde dio vida a Baek Chan-mi, una legendaria agente de operaciones negras que tiene una personalidad terrible, que termina trabajando en el equipo de seguridad cibernética de NIS como una persona que deja comentarios maliciosos en línea, hasta el final de la serie el 16 de junio del mismo año.

## Filmografía

### Series
| Año       | Título                                                     | Rol                                           | Red     |
| --------- | ---------------------------------------------------------- | --------------------------------------------- | ------- |
| 1995      | The New Generation Report: Adults Don't Know               |                                               | KBS1    |
| 1996      | Drama Game "Sons and Lovers"                               |                                               | KBS2    |
| 1996      | Icing                                                      |                                               | MBC     |
| 1997      | I                                                          |                                               | MBC     |
| 1998      | MBC Best Theater "Village Bus"                             |                                               | MBC     |
| 1998      | Sunday Best "지워지지 않을 그 연두빛"                      | Nan-joo                                       | KBS2    |
| 1998      | 여자를 말한다: 내 아내 수지에게                            |                                               | MBC     |
| 1998      | Hometown of Legends "귀면살풍"                             |                                               |         |
| 1998      | Theme Game                                                 |                                               | MBC     |
| 1998      | The King and the Queen                                     | consorte Sugeun-bi                            | KBS1    |
| 1998      | Paper Crane                                                | Eun-seo                                       | KBS2    |
| 1998      | Sunflower                                                  | enfermera Lee Eun-joo                         | MBC     |
| 1999      | School                                                     | Lee Min-jae                                   | KBS2    |
| 1999      | Ad Madness                                                 | Yoon Sung-yeon                                | KBS2    |
| 1999      | Sunday Best "Beautiful Gift"                               |                                               | KBS2    |
| 2000      | Feels Good                                                 | Mi-soo                                        | MBC     |
| 2000      | March                                                      |                                               | SBS     |
| 2000      | 2000 Romeo and Juliet                                      |                                               | SBS     |
| 2001      | School 3                                                   | (invitada episodio 38 "Like the First Time")  | KBS1    |
| 2001      | Medical Center                                             | paciente suicida (invitada, episodio 20)      | SBS     |
| 2001      | Open Drama Man and Woman "Fatherhood"                      |                                               |         |
| 2001      | MBC Best Theater "The Scent of Limes"                      |                                               |         |
| 2001      | Legend                                                     | Jeon Mi-sun                                   | SBS     |
| 2001      | This Is Love                                               | Oh Young-ah                                   | KBS1    |
| 2002      | Open Drama Man and Woman "To Reverse the Clock"            |                                               |         |
| 2002      | The Maengs' Golden Era                                     | Maeng Eun-ja                                  | MBC     |
| 2003      | Land of Wine                                               | Song Ae-ryung                                 | SBS     |
| 2003      | New Gyun-woo and Jik-nyu (50th Aniversario del Armisticio) | Ri Yeon-jung                                  | MBC     |
| 2004      | Sweet Buns                                                 | Han Ka-ran                                    | MBC     |
| 2005      | Drama City "주택개보수 작업일지"                           | Kang Do-kyung                                 | KBS2    |
| 2005      | Beating Heart                                              | Oh Soo-kyung (invitada, episodios 7-8 "Hope") | MBC     |
| 2005      | Our Stance on How to Treat a Break-up                      | Kim Geun-young                                | MBC     |
| 2007      | Thank You                                                  | Cha Ji-min (cameo)                            | MBC     |
| 2008      | My Sweet Seoul                                             | Oh Eun-soo                                    | SBS     |
| 2011      | Protect the Boss                                           | Noh Eun-seol                                  | SBS     |
| 2013      | 7th Grade Civil Servant                                    | Kim Seo-won/Kim Kyung-ja                      | MBC     |
| 2015      | Heart to Heart                                             | Cha Hong-do                                   | tvN     |
| 2015-2016 | Glamorous Temptation                                       | Shin Eun-soo                                  | MBC     |
| 2017      | Queen of Mystery                                           | Yoo Seol-ok                                   | KBS2    |
| 2018      | Queen of Mystery 2                                         | Yoo Seol-ok                                   | KBS2    |
| 2020      | Good Casting                                               | Baek Chan-mi                                  | SBS     |
| 2021      | Hello, Me! (Hello? It’s Me!)                               | Ban Ha-ni                                     | KBS 2TV |

### Películas
| Año  | Título                     | Rol                           | Notas                        |
| ---- | -------------------------- | ----------------------------- | ---------------------------- |
| 1998 | Whispering Corridors       | Yoon Jae-yi                   | acreditada como Choi Se-yeon |
| 2000 | The Happy Funeral Director | So-hwa                        |                              |
| 2001 | Wanee & Junah              | So-young                      |                              |
| 2002 | Yellow Flower              | mujer (historia 4)            | acreditada como Choi Se-yeon |
| 2004 | Sweet Buns                 | Han Ga Ran                    |                              |
| 2006 | My Scary Girl              | Lee Mi-na                     |                              |
| 2007 | Attack on the Pin-Up Boys  | escena en la película (cameo) |                              |
| 2007 | My Love                    | Joo-won                       |                              |
| 2009 | Goodbye Mom                | Park Ae-ja                    |                              |
| 2010 | Bestseller                 | susurro (cameo)               |                              |
| 2010 | Petty Romance              | Han Da-rim                    |                              |
| 2013 | Happiness for Sale         | Kang Mi-na                    |                              |
| 2015 | He Who Loves the World     | Documental narrador           |                              |

### Espectáculo de variedades
| Año  | Título                                    | Red       | Notas              |
| ---- | ----------------------------------------- | --------- | ------------------ |
| 2008 | Kang-hee's Six Addictions                 | O'live TV |                    |
| 2009 | Living Beauty: Kang-hee's Colored Fantasy | O'live TV |                    |
| 2011 | Running Man                               | SBS       | ep. #54 - invitada |
| 2013 | 2 Days & 1 Night                          |           | ep. 292-293        |

### Vídeos musicales
| canción         | artista       |
| "할 수 있다면"  | Adam          |
| "널 사랑하기에" | Son Sung-hoon |
| "가세요"        | K             |
| "처음으로"      | K             |
| "바람둥이"      | 3Boys         |
| "Olla Olla"     | Uptown        |

## Programa de Radio
| Fechas                                          | Título         | Red         | Notas |
| ----------------------------------------------- | -------------- | ----------- | ----- |
| 18 de octubre de 2004 ~ 8 de octubre de 2006    | Volume Up      | KBS Cool FM | DJ    |
| 1 de enero de 2011 ~ 30 de octubre de 2011      | Volume Up      | KBS Cool FM | DJ    |
| 7 de noviembre de 2011 ~ 4 de noviembre de 2012 | Vuelo De Noche | KBS Cool FM | DJ    |
| 19 de junio de 2017 ~ 2 de julio de 2017        | Volume Up      | KBS Cool FM | DJ    |

## Libro
| Año  | Título                                                          | Publicista | ISBN                   |
| ---- | --------------------------------------------------------------- | ---------- | ---------------------- |
| 2009 | Choi Kang-hee, A Little Child's Little Happiness (photo-essays) | Book Nomad | ISBN 978-895-460-885-5 |

## Premios y nominaciones
| Año  | Premio                           | Categoría                                                    | Nominación              | Resultado |  |
| ---- | -------------------------------- | ------------------------------------------------------------ | ----------------------- | --------- |  |
| 1995 | Johnson & Johnson                | rostro más limpio                                            | [NA]: {{{1}}}           | Ganadora  |  |
| 1995 | Miss Ramona                      | más refrescante                                              | [NA]: {{{1}}}           | Ganadora  |  |
| 1996 | MBC Drama Awards                 | mejor actriz joven                                           |                         | Ganadora  |  |
| 1999 | KBS Drama Awards                 | mejor actriz nueva                                           |                         | Ganadora  |  |
| 2001 | 22nd Blue Dragon Film Awards     | mejor actriz de reparto                                      | Wanee & Junah           | Nominada  |  |
| 2006 | Dior Timeless Beauty Awards      | Recipiente                                                   | [NA]: {{{1}}}           | Ganadora  |  |
| 2006 | 13th Korean Entertainment Awards | mejor presentadora radio                                     | Pump Up the Volume      | Ganadora  |  |
| 2006 | 27th Blue Dragon Film Awards     | mejor actriz                                                 | My Scary Girl           | Nominada  |  |
| 2008 | 4th Brand Academy                | mejor modelo de anuncios                                     | [NA]: {{{1}}}           | Ganadora  |  |
| 2008 | 6th Seoul Social Work Conference | premio bienestar social                                      | [NA]: {{{1}}}           | Ganadora  |  |
| 2008 | SBS Drama Awards                 | premio excelencia, actriz de drama especial                  | My Sweet Seoul          | Ganadora  |  |
| 2009 | 46th Grand Bell Awards           | mejor actriz                                                 | Goodbye Mom             | Nominada  |  |
| 2009 | 30th Blue Dragon Film Awards     | mejor actriz                                                 | Goodbye Mom             | Nominada  |  |
| 2009 | 30th Blue Dragon Film Awards     | premio estrella popular                                      | Goodbye Mom             | Ganadora  |  |
| 2010 | 46th Baeksang Arts Awards        | mejor actriz (cine)                                          | Goodbye Mom             | Nominada  |  |
| 2010 | 46th Baeksang Arts Awards        | actriz más popular (cine)                                    | Goodbye Mom             | Ganadora  |  |
| 2011 | 8th Max Movie Awards             | mejor actriz                                                 | Petty Romance           | Ganadora  |  |
| 2011 | 2nd persona del mes              |                                                              | [NA]: {{{1}}}           | Ganadora  |  |
| 2011 | 48th Grand Bell Awards           | mejor actriz                                                 | Petty Romance           | Nominada  |  |
| 2011 | 32nd Blue Dragon Film Awards     | mejor actriz                                                 | Petty Romance           | Nominada  |  |
| 2011 | 32nd Blue Dragon Film Awards     | premio estrella popular                                      | Petty Romance           | Ganadora  |  |
| 2011 | SBS Drama Awards                 | premio alta excelencia, actriz                               | Protect the Boss        | Ganadora  |  |
| 2011 | SBS Drama Awards                 | premio de popularidad entre cibernautas                      | Protect the Boss        | Ganadora  |  |
| 2011 | SBS Drama Awards                 | Top 10 estrellas                                             | Protect the Boss        | Ganadora  |  |
| 2011 | SBS Drama Awards                 | mejor pareja junto a Ji Sung                                 | Protect the Boss        | Ganadora  |  |
| 2013 | MBC Drama Awards                 | premio alta excelencia, actriz                               | 7th Grade Civil Servant | Nominada  |  |
| 2016 | 5th APAN Star Awards             | premio alta excelencia, actriz                               | Glamorous Temptation    | Nominada  |  |
| 2017 | KBS Drama Awards                 | premio alta excelencia, actriz                               | Queen of Mystery        | Nominada  |  |
| 2017 | KBS Drama Awards                 | premio alta excelencia, actriz                               | Queen of Mystery        | Nominada  |  |
| 2017 | KBS Drama Awards                 | mejor pareja junto a Kwon Sang-woo                           | Queen of Mystery        | Nominada  |  |
| 2017 | KBS Drama Awards                 | premio de los cibernautas - femenino                         | Queen of Mystery        | Nominada  |  |
| 2020 | 28th SBS Drama Award             | Best Character Award, Actress                                | Good Casting            | Ganó      |  |
| 2020 | 28th SBS Drama Award             | Top Premio a la excelencia, actriz en miniserie Action Drama | Good Casting            | Nominada  |  |
| 2021 | Premios KBS Drama                | Premio a la excelencia, actriz en miniserie                  | Hello, Me!              | Nominada  |  |